# John Murray (théologien)
Pour les articles homonymes, voir John Murray et Murray.
John Murray (Badbea, Écosse, le 14 octobre 1898 - 8 mai 1975) est un théologien écossais de confession réformée.

## Biographie
D'abord enseignant au Séminaire théologique de Princeton, il participa à la fondation du Séminaire théologique de Westminster, où il enseigna également par la suite pendant de nombreuses années.
Après avoir effectué son service militaire dans l'armée britannique au cours de la Première Guerre mondiale - il perdit un œil au combat - Murray part étudier à l'université de Glasgow. Il est ensuite admis comme étudiant en théologie dans l'Église libre presbytérienne d'Écosse, et fréquente le Séminaire théologique de Princeton, où il est l'élève de John Gresham Machen et Geerhardus Vos. Après enseigné pendant une année à Princeton, il devient professeur de théologie systématique au Séminaire théologique de Westminster, et conserve ce poste de 1930 à 1966. Il a fait publier de nombreux ouvrages, notamment un commentaire de l'épître aux Romains.